# Parafia Miłosierdzia Bożego w Grudnej Górnej
Parafia Miłosierdzia Bożego w Grudnej Górnej – parafia rzymskokatolicka, znajdująca się w diecezji tarnowskiej, w dekanacie Pilzno.